# 57e législature du Congrès national
Palais du Congrès national
La 57e législature du Congrès national (en portugais brésilien : 57e legislatura do Congresso Nacional) est le cycle parlementaire qui s'est ouvert à la Chambre des députés et au Sénat fédéral le 1er février 2023, à la suite des élections parlementaires d'octobre 2022.
La 57e législature du Congrès national est marquée par le renforcement du Parti libéral, le parti de Jair Bolsonaro, un centrão toujours puissant et une gauche minoritaire.
Au terme de ces élections, la coalition du Brésil de l'espoir, coalition parlementaire soutenant la candidature de Lula durant la présidentielle et souhaitant avoir une majorité au Congrès national, est minoritaire avec 80 sièges. En raison de ce faible nombre de sièges face à la droite et l'extrême droite du Parti libéral notamment, Lula annonce élargissement de sa coalition gouvernementale au sein de son troisième gouvernement vers le centre et le centre-droit avec des ministres issus du PSD, de l'UNIÃO et du MDB afin de gouverner face à un Congrès à majorité conservatrice.

## Contexte

### Élection présidentielle
Comme colistier pour la vice-présidence, Lula choisit Geraldo Alckmin, un ancien adversaire politique de droite (candidat face à lui au second tour de l'élection présidentielle de 2006) venant de rejoindre le Parti socialiste brésilien pour l'occasion. Ce choix viserait à rassurer les marchés financiers alors que, note la presse, « tout oppose l'ancien métallo Lula, 76 ans, leader historique de la gauche ouvrière, et Geraldo Alckmin, 69 ans, incarnation parfaite de la haute bourgeoisie conservatrice pauliste ». Il s'agirait aussi pour l'ancien président de s'adapter à un système électoral qui n'a jamais permis au Parti des travailleurs de conquérir une majorité au Congrès national, traditionnellement dominé par le « centrão », le contraignant à des alliances atypiques pour gouverner. Cette alliance rappelle la décision de Dilma Rousseff de prendre Michel Temer comme colistier en 2014, bien que le PMDB de Michel Temer était plus centriste que le PSDB de Geraldo Alckmin.
De son côté, Jair Bolsonaro annonce comme colistier Walter Braga Netto (pt), un général qui fut ministre de la Défense et Chef de cabinet civil de la présidence de la République dans le gouvernement du président d'extrême droite. À l'occasion de l'élection présidentielle, le militaire rejoint le Parti libéral et mène une campagne discrète, sans éclipser le président sortant,.
La coalition « Tous ensemble pour le Brésil » (Vamos juntos pelo Brasil), formée de neuf partis soutenant la candidature de Lula, présente un programme axé sur les questions sociales (notamment le pouvoir d'achat) et la protection de l'environnement. Donné largement battu, Jair Bolsonaro multiplie les initiatives dans les semaines précédant le premier tour : hausse des minima sociaux, chèques énergie, baisses d’impôts, pressions sur le groupe pétrolier Petrobras pour revoir ses tarifs à la baisse.
Lors du premier tour de l'élection présidentielle, le 2 octobre 2022, l'écart entre les deux principaux candidats est plus faible que prévu. L'ancien chef de l'État arrive effectivement en tête, mais, avec 48,4 % des voix exprimées, manque une élection au premier tour annoncée par plusieurs enquêtes d'opinion. Il devance de cinq points Jair Bolsonaro (43,2 %) alors que les derniers sondages donnaient 10 à 15 points de retard à ce dernier. Le scrutin marque une polarisation de la vie politique brésilienne, le score cumulé des autres candidats ne dépassant pas les 10 %,.
Comparé aux différents sondages pour le premier tour de l'élection, Jair Bolsonaro est parvenu à réduire l'écart pendant la campagne grâce aux puissantes Églises évangéliques, très majoritairement conservatrices, qui font campagne en sa faveur et constituent des relais efficaces au sein des classes populaires. Le président fait par ailleurs adopter, quelques semaines avant le scrutin, des aides pour les personnes affectées par la crise économique.
Le second tour entre Lula et Jair Bolsonaro est fixé au 30 octobre suivant, l'entre-deux-tours s'étalant ainsi sur quatre semaines. La campagne en vue du second tour est particulièrement agressive. Alors que Jair Bolsonaro qualifie son adversaire d'« ivrogne » et l'accuse de vouloir « amener une clique d’incompétents pour diriger le Brésil », un juge du Tribunal supérieur électoral (TSE) ordonne que l'équipe de Lula cesse de diffuser une vidéo associant le président sortant au cannibalisme,.
Luiz Inácio Lula da Silva, tout juste âgé de 77 ans, l'emporte au second tour de l'élection présidentielle face à Jair Bolsonaro avec 50,9 % des suffrages,. C’est le scrutin présidentiel le plus serré de l’histoire du Brésil. Après 48 heures de mutisme, le 1er novembre 2022, Jair Bolsonaro reconnaît la victoire de Lula, sans le féliciter, lors d'un discours qu'il prononce à Brasília.

### Élections parlementaires
La 57e législature du Congrès national s'est ouvert le 1er février 2023, à la suite des élections parlementaires d'octobre 2022, qui ont vu le renforcement du Parti libéral, le parti de Jair Bolsonaro avec près de 20% des sièges, mais également un centrão toujours puissant, notamment composé du Union Brésil, PP, PSD et une gauche malgré tout minoritaire avec 16% des sièges.
Au terme de ces élections, la coalition du Brésil de l'espoir, coalition parlementaire soutenant la candidature de Lula durant la présidentielle et souhaitant avoir une majorité au Congrès national, est minoritaire avec 80 sièges. En raison de ce faible nombre de sièges face à la droite et l'extrême droite du Parti libéral notamment, Lula annonce élargissement de sa coalition gouvernementale au sein de son troisième gouvernement vers le centre et le centre-droit avec des ministres issus du PSD, de l'UNIÃO et du MDB afin de gouverner face à un Congrès à majorité conservatrice.

## Composition de l'exécutif

### Président de la République
Le président de la République Luiz Inácio Lula da Silva, est investi de son mandat le 1er janvier 2023, marquée par l'absence de son prédécesseur Jair Bolsonaro lors de la cérémonie le même jour. La cérémonie et l'investiture symbolique, avec la remise de l'écharpe présidentielle, a lieu avec notamment Raoni Metuktire et sept autres personnes représentant la diversité du Brésil.
Luiz Inácio Lula da Silva est le premier président élu pour un troisième mandat, la deuxième personne ayant exercé cette fonction le plus longtemps après l'ancien président Getúlio Vargas, et la première personne après Vargas à revenir au pouvoir.

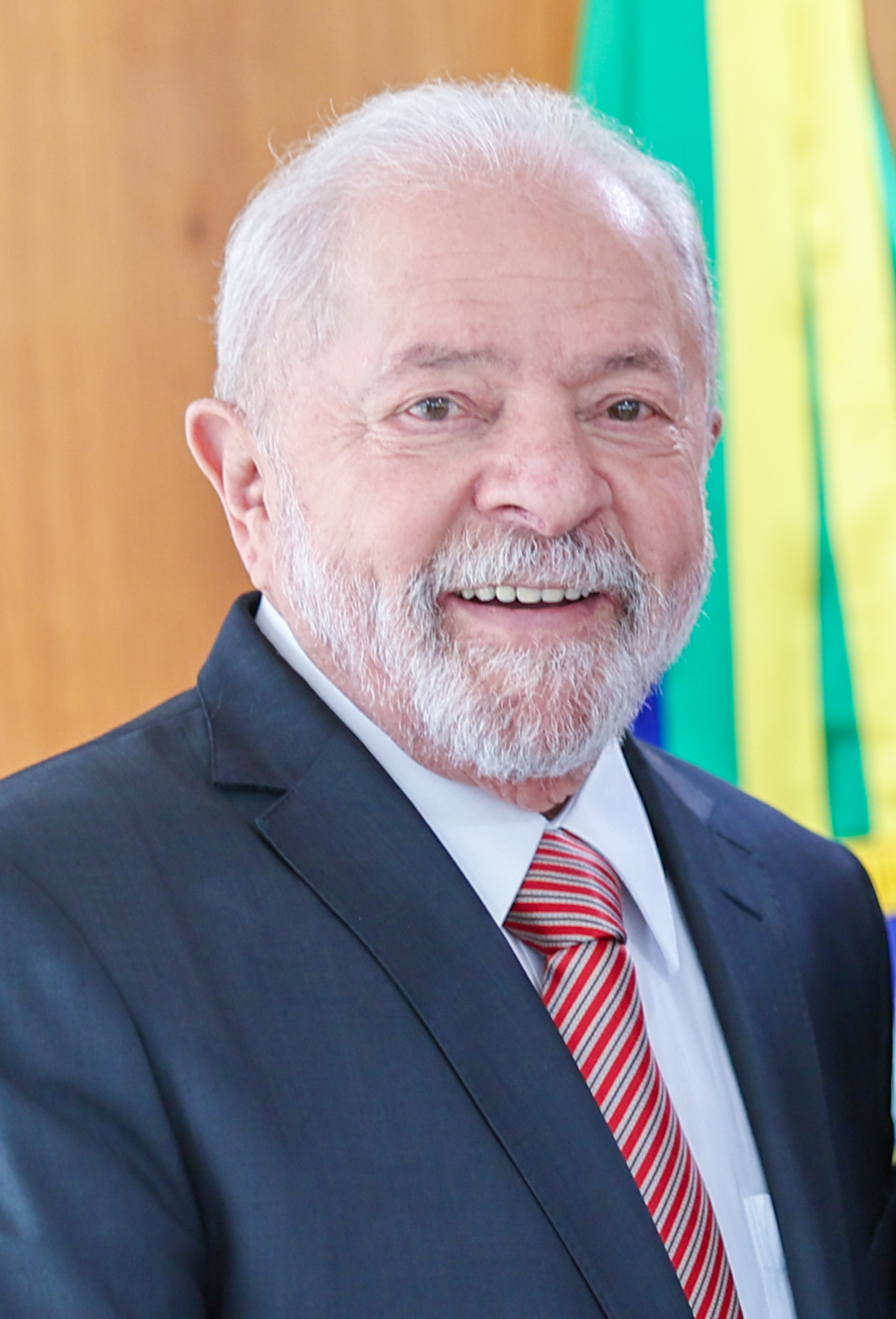
Luiz Inácio Lula da Silva, président de la République depuis le 1er janvier 2023.

### Gouvernement
| Gouvernement | Gouvernement | Durée                                                  | Partis                                      | Président | Président                 | Composition  |
| ------------ | ------------ | ------------------------------------------------------ | ------------------------------------------- | --------- | ------------------------- | ------------ |
|              | Lula III     | Depuis le 1er janvier 2023 (2 ans, 5 mois et 26 jours) | PT-PCdoB-PSD-MDB-PSOL-REDE (en)-PSB-PDT-PTB |           | Luiz Inácio Lula da Silva | 37 ministres |

## Bureau des Assemblées

### Chambre des députés
| Fonction | Fonction | Fonction           | Fonction                          | Groupe parlementaire | Circonscription        |
| -------- | -------- | ------------------ | --------------------------------- | -------------------- | ---------------------- |
|          |          | Président          | Arthur Lira (pt)                  | PP                   | Alagoas                |
|          |          | 1er vice-président | Marcos Pereira                    | REPUBLICANOS         | État de São Paulo      |
|          |          | 2e vice-président  | Sóstenes Cavalcante (pt)          | PL                   | État de Rio de Janeiro |
|          |          | 1er secrétaire     | Luciano Bivar (pt)                | UNIÃO                | Pernambuco             |
|          |          | 2e secrétaire      | Maria do Rosário                  | PT                   | Rio Grande do Sul      |
|          |          | 3e secrétaire      | Júlio César de Carvalho Lima (pt) | PSD                  | Piauí                  |
|          |          | 4e secrétaire      | Lucio Mosquini (pt)               | PSDB                 | Rondônia               |

### Sénat fédéral
| Fonction | Fonction | Fonction           | Fonction                     | Groupe parlementaire             | Circonscription     |
| -------- | -------- | ------------------ | ---------------------------- | -------------------------------- | ------------------- |
|          |          | Président          | Rodrigo Pacheco              | PSD                              | Minas Gerais        |
|          |          | 1re vice-président | Veneziano Vital do Rêgo (pt) | Mouvement démocratique brésilien | Paraíba             |
|          |          | 2e vice-président  | Rodrigo Cunha (pt)           | Union Brésil                     | Alagoas             |
|          |          | 1er secrétaire     | Rogério Carvalho (pt)        | PT                               | Sergipe             |
|          |          | 2e secrétaire      | Weverton Rocha (pt)          | PDT                              | Maranhão            |
|          |          | 3e secrétaire      | Chico Rodrigues (pt)         | PSB                              | Roraima             |
|          |          | 4e secrétaire      | Styvenson Valentim (pt)      | PODE                             | Rio Grande do Norte |

## Groupes parlementaires

### Chambre des députés
| Groupe | Groupe                                                  | Députés  | Députés   | Partis | Partis        | Président             |
| Groupe | Groupe                                                  | Début    | Fin       | Partis | Partis        | Président             |
| ------ | ------------------------------------------------------- | -------- | --------- | ------ | ------------- | --------------------- |
|        | Parti libéral                                           | 99 / 513 |           |        | PL            | Altineu Côrtes (pt)   |
|        | Brésil de l'espoir                                      | 80 / 513 |           |        | PT            | Zeca Dirceu (pt)      |
|        | Brésil de l'espoir                                      | 80 / 513 | PCdoB     |        |               | Zeca Dirceu (pt)      |
|        | Brésil de l'espoir                                      | 80 / 513 | PV        |        |               | Zeca Dirceu (pt)      |
|        | Union Brésil                                            | 59 / 513 |           |        | UNIÃO         | Elmar Nascimento (pt) |
|        | Progressistas                                           | 47 / 513 |           |        | PP            | André Fufuca          |
|        | Mouvement démocratique brésilien                        | 42 / 513 |           |        | MDB           | Isnaldo Bulhões (pt)  |
|        | Parti social démocratique                               | 42 / 513 |           |        | PSD           | Antonio Brito         |
|        | Républicains                                            | 40 / 513 |           |        | REPUBLICANOS  | Hugo Motta (pt)       |
|        | Parti de la social-démocratie brésilienne - Citoyenneté | 18 / 513 |           |        | PSDB          | Adolfo Viana (pt)     |
|        | Parti de la social-démocratie brésilienne - Citoyenneté | 18 / 513 | CIDADANIA |        |               | Adolfo Viana (pt)     |
|        | Parti démocratique travailliste                         | 17 / 513 |           |        | PDT           | André Figueiredo (pt) |
|        | Parti socialiste brésilien                              | 14 / 513 |           |        | PSB           | Felipe Carreras (pt)  |
|        | Fédération PSOL REDE                                    | 14 / 513 |           |        | PSOL-REDE     | Guilherme Boulos      |
|        | Podemos                                                 | 12 / 513 |           |        | PODE          | Felipe Carreras (pt)  |
|        | En avant                                                | 6 / 513  |           |        | Avante        | Luis Tibé (pt)        |
|        | Parti social-chrétien                                   | 6 / 513  |           |        | PSC           |                       |
|        | Parti républicain de l'ordre social                     | 5 / 513  |           |        | PROS          |                       |
|        | Patriota                                                | 4 / 513  |           |        | PATRIOTA      | Fred Costa (pt)       |
|        | Solidariedade                                           | 4 / 513  |           |        | SOLIDARIEDADE | Aureo Ribeiro (pt)    |
|        | Nouveau Parti                                           | 3 / 513  |           |        | NOVO          | Adriana Ventura (pt)  |
|        | Parti travailliste brésilien                            | 1 / 513  |           |        | PTB           |                       |

### Sénat fédéral
| Groupe | Groupe                                    | Députés | Députés    | Partis | Partis       | Président                |
| Groupe | Groupe                                    | Début   | 06/02/2023 | Partis | Partis       | Président                |
| ------ | ----------------------------------------- | ------- | ---------- | ------ | ------------ | ------------------------ |
|        | Parti social démocratique                 | 15 / 81 | 16 / 81    |        | PSD          | Otto Alencar (pt)        |
|        | Parti libéral                             | 12 / 81 | 12 / 81    |        | PL           | Flávio Bolsonaro         |
|        | Mouvement démocratique brésilien          | 10 / 81 | 10 / 81    |        | MDB          | Eduardo Braga            |
|        | Parti des travailleurs                    | 9 / 81  | 8 / 81     |        | PT           | Fabiano Contarato (pt)   |
|        | Union Brésil                              | 9 / 81  | 9 / 81     |        | UNIÃO        | Efraim Morais Filho (pt) |
|        | Progressistas                             | 6 / 81  | 6 / 81     |        | PP           | Ciro Nogueira            |
|        | Podemos                                   | 5 / 81  | 5 / 81     |        | PODE         | Oriovisto Guimarães (pt) |
|        | Parti socialiste brésilien                | 4 / 81  | 4 / 81     |        | PSB          | Jorge Kajuru             |
|        | Républicains                              | 4 / 81  | 4 / 81     |        | REPUBLICANOS | Mecias de Jesus (pt)     |
|        | Parti de la social-démocratie brésilienne | 3 / 81  | 3 / 81     |        | PSDB         | Izalci Lucas (pt)        |
|        | Parti démocratique travailliste           | 3 / 81  | 3 / 81     |        | PDT          | À définir                |
|        | Réseau autosuffisant (en)                 | 1 / 81  | 1 / 81     |        | REDE (en)    | Randolfe Rodrigues       |

## Gouvernement et opposition
| Fonction | Fonction | Fonction                                      | Titulaire          | Groupe parlementaire   |
| -------- | -------- | --------------------------------------------- | ------------------ | ---------------------- |
|          |          | Chef du gouvernement au Congrès national      | Randolfe Rodrigues | Parti des travailleurs |
|          |          | Chef du gouvernement à la Chambre des députés | José Guimarães     | Parti des travailleurs |
|          |          | Chef de l'opposition à la Chambre des députés | Carlos Jordy (pt)  | Parti libéral          |
|          |          | Chef de la minorité à la Chambre des députés  | Eduardo Bolsonaro  | Parti libéral          |
|          |          | Chef du gouvernement au Sénat fédéral         | Jaques Wagner      | Parti des travailleurs |
|          |          | Chef de l'opposition au Sénat fédéral         | Carlos Portinho    | Parti libéral          |
|          |          | Chef de la minorité au Sénat fédéral          | Ciro Nogueira      | Progressistas          |

## Commissions

### Chambre des députés
| Commission                                                            | Président(e) | Président(e) | Président(e)                     | 1er Vice-président(e) | 1er Vice-président(e) | 1er Vice-président(e)                |
| --------------------------------------------------------------------- | ------------ | ------------ | -------------------------------- | --------------------- | --------------------- | ------------------------------------ |
| Agriculture, de l'Élevage et du Développement rural                   |              |              | Tião Medeiros (pt) (PP)          |                       |                       | Ana Paula Junqueira Leão (pt) (PP)   |
| Sciences et technologies, de la Communication et de l'Informatique    |              |              | Luísa Canziani (pt) (PSD)        |                       |                       | Daiana Santos (PCdoB)                |
| Constitution, Justice et Citoyenneté                                  |              |              | Rui Falcão (pt) (PT)             |                       |                       | À déterminer                         |
| Culture                                                               |              |              | Marcelo Queiroz (pt) (PP)        |                       |                       | Felipe Becari (pt) (UNIÃO)           |
| Protection des consommateurs                                          |              |              | Jorge Braz (pt) (REPUBLICANOS)   |                       |                       | Celso Russomanno (pt) (REPUBLICANOS) |
| Défense des droits des femmes                                         |              |              | Lêda Borges (pt) (PSDB)          |                       |                       | Delegada Katarina (pt) (PSD)         |
| Défense des Droits des Personnes Âgées                                |              |              | Aliel Machado (pt) (PV)          |                       |                       | Castro Neto (pt) (PSD)               |
| Défense des Droits des Personnes Handicapées                          |              |              | Márcio Jerry (pt) (PCdoB)        |                       |                       | Zé Haroldo Cathedral (pt) (PSD)      |
| Développement économique, de l'Industrie, du Commerce et des Services |              |              | Félix Mendonça Júnior (pt) (PDT) |                       |                       | Zé Neto (pt) (PT)                    |
| Développement urbain                                                  |              |              | Acácio Favacho (pt) (MDB)        |                       |                       | Carlos Chiodini (pt) (MDB)           |
| Droits de l'Homme, des minorités et de l'Égalité raciale              |              |              | Luizianne Lins (pt) (PT)         |                       |                       | Jack Rocha (pt) (PT)                 |
| Éducation                                                             |              |              | Moses Rodrigues (pt) (UNIÃO)     |                       |                       | Socorro Neri (pt) (PP)               |

### Sénat fédéral
| Commission                                                           | Président(e) | Président(e) | Président(e)                 | Vice-président(e) | Vice-président(e) | Vice-président(e)           |
| -------------------------------------------------------------------- | ------------ | ------------ | ---------------------------- | ----------------- | ----------------- | --------------------------- |
| Affaires économiques                                                 |              |              | Vanderlan Cardoso (pt) (PSD) |                   |                   | Angelo Coronel (pt) (PSD)   |
| Sécurité publique                                                    |              |              | Sérgio Petecão (pt) (PSD)    |                   |                   | Jorge Kajuru (PSB)          |
| Transparence, Inspection et de Contrôle et défense des Consommateurs |              |              | Omar Aziz (pt) (PSD)         |                   |                   | Otto Alencar (pt) (PSD)     |
| Affaires sociales                                                    |              |              | Humberto Costa (PT)          |                   |                   | Mara Gabrilli (PSD)         |
| Constitution et Justice                                              |              |              | Davi Alcolumbre (pt) (UNIÃO) |                   |                   | Marcos Rogério (pt) (PL)    |
| Éducation, de la culture et des Sports                               |              |              | Flávio Arns (PSB)            |                   |                   | Cid Gomes (pt) (PDT)        |
| Environnement                                                        |              |              | Leila Barros (PDT)           |                   |                   | Fabiano Contarato (pt) (PT) |
| Droits de l'Homme et de la Législation participative                 |              |              | Paulo Paim (PT)              |                   |                   | Zenaide Maia (pt) (PSD)     |
| Relations étrangères et de la défense nationale                      |              |              | Renan Calheiros (MDB)        |                   |                   | Cid Gomes (pt) (PDT)        |
| Services d'Infrastructure                                            |              |              | Confúcio Moura (pt) (MDB)    |                   |                   | Augusta Brito (PT)          |
| Développement régional et Tourisme                                   |              |              | Marcelo Castro (pt) (MDB)    |                   |                   | Cid Gomes (pt) (PDT)        |
| Agriculture et de la Réforme agraire                                 |              |              | Alan Rick (pt) (UNIÃO)       |                   |                   | Jaime Bagattoli (pt) (PL)   |
| Science, la Technologie, l'Innovation et l'Informatique              |              |              | Carlos Viana (pt) (PODE)     |                   |                   | À déterminer                |